# Betriebsbuße
Eine Betriebsbuße ist eine Maßnahme der Betriebsjustiz, die ein Arbeitgeber oder ein betrieblicher Ausschuss gegen einen Arbeitnehmer verhängt.

## Allgemeines
Verstöße der Arbeitnehmer gegen die Arbeitspflicht, Arbeits- und Dienstanweisungen können durch betriebsinterne disziplinarische Maßnahmen geahndet werden. Zu Beginn des 20. Jahrhunderts war die Betriebsbuße noch in der Gewerbeordnung geregelt. Heute beruhen Betriebsbußen und Bußordnungen auf entsprechenden Ermächtigungen in Betriebsvereinbarungen oder Tarifverträgen. Das deutsche Arbeitsrecht kennt hierzu keine Rechtsnormen, doch wird analog das Beamtenrecht angewandt, das einen geschlossenen und der Schwere nach aufsteigenden Katalog von Disziplinarmaßnahmen kennt.
Das Bundesarbeitsgericht (BAG) war bereits im Oktober 1989 der Auffassung, dass Sanktionen für Verstöße des Arbeitnehmers, die über die individualrechtlichen Möglichkeiten des Arbeitgebers hinausgingen, nur als Betriebsbußen möglich seien.

## Rechtsfragen
Die Betriebsbuße setzt voraus, dass der Arbeitnehmer rechtswidrig und schuldhaft gegen einen Tatbestand der betrieblichen Bußordnung verstoßen hat. Als Beispiel wird das Rauchen am Arbeitsplatz in feuergefährdeten Betrieben genannt. Schwächste disziplinarrechtliche Maßnahme ist die Anhörung, nächsthöhere die (mündliche) Verwarnung, es folgt der dienstliche Verweis und die Geldbuße. Auch der Entzug von betrieblichen Vergünstigungen kommt als Betriebsbuße in Betracht. Keine Betriebsbuße ist die Kündigung.
Welche dieser Arten im Einzelfall zur Anwendung kommt, ist abhängig von dem im beamtenrechtlichen Disziplinarverfahren geltenden – und im Arbeitsrecht analog anzuwendenden – Schuldprinzip und dem Grundsatz der Verhältnismäßigkeit (Übermaßverbot). Danach muss die gegen den Beamten/Arbeitnehmer ausgesprochene Disziplinarmaßnahme unter Berücksichtigung aller belastenden und entlastenden Umstände des Einzelfalls in einem gerechten Verhältnis zur Schwere des Dienstvergehens und zum Verschulden des Beamten/Arbeitnehmers stehen.
Die Betriebsbuße ist bei Beamten ein Verwaltungsakt, der mit den Rechtsbehelfen und Rechtsmitteln des Widerspruchs, der Anfechtungsklage und – unter bestimmten Voraussetzungen – der Berufung und der Revision angefochten werden kann. Im privaten Arbeitsrecht kann der betroffene Arbeitnehmer zunächst in Form der Gegendarstellung gegen Betriebsbußen vorgehen und von seinem Beschwerderecht nach § 84 Abs. 1 BetrVG Gebrauch machen. Ist dies erfolglos, kann der Betriebs- oder Personalrat eingeschaltet werden (§ 85 Abs. 1 BetrVG). Gelingt erneut keine Abhilfe, kann nach § 85 Abs. 2 BetrVG die Einigungsstelle angerufen werden. Als letzte Konsequenz kann der mit Betriebsbußen bestrafte Arbeitnehmer Klage vor dem Arbeitsgericht gegen seinen Arbeitgeber einreichen, weil dieser gegen seine Fürsorgepflichten (§§ 241 Abs. 2 BGB und § 242 BGB in Verbindung mit dem Arbeitsvertrag) verstoßen hat.

## Zweck
Die Betriebsbuße dient dazu, Sicherheit und Ordnung im Betrieb aufrechtzuerhalten, indem sie gemeinschaftsschädigendes Verhalten bestraft. Durch diesen Zweck unterscheidet sich die Betriebsbuße von der Vertragsstrafe. Die Vertragsstrafe soll dem Arbeitgeber eine erleichterte Schadloshaltung gegenüber dem Arbeitnehmer ermöglichen. Eine Betriebsbuße kommt zum Einsatz, wenn Arbeitnehmer gegen verbindliche Verhaltensregelungen zur Sicherung des ungestörten Arbeitsablaufs oder des reibungslosen Zusammenlebens der Arbeitnehmer verstoßen.